# Vann Nath
Vann Nath (Battambang, 1946 – Phnom Penh, 5 settembre 2011) è stato un disegnatore, scrittore e attivista per i diritti umani cambogiano. Il suo nome in cambogiano è វ៉ាន់ណាត. È uno dei soli sette adulti sopravvissuti all'imprigionamento per opera del regime degli khmer rossi all'interno del campo S-21 di Tuol Sleng, dove almeno 20.000 persone (in massima parte cambogiani) furono inviate per la tortura e l'esecuzione.
Ha fatto parte di un folto numero di scrittori, provenienti da 22 paesi, che hanno ricevuto il prestigioso premio Lillian Hellman/Hammett Award. Il premio ha riconosciuto il suo coraggio di fronte alle persecuzioni politiche cui andò incontro durante il regime degli khmer rossi. Vann Nath è stato l'ottavo cambogiano a vincere il premio dal 1995.

## Biografia
Vann Nath nacque nel villaggio Phum Sophy, nel distretto Srok Battambang, a Battambang (Cambogia nordoccidentale). L'esatta data di nascita non è nota; all'epoca molti cambogiani poveri nati in zone rurali non avevano un certificato di nascita vero e proprio. Da bambino fu istruito nella pagoda Wat Sopee. I suoi genitori erano separati ed ebbe due fratelli e una sorella maggiore. Si guadagnavano da vivere vendendo una varietà di spaghetti cambogiani chiamata num banhchok. La sua famiglia era così povera che Nath non ebbe la possibilità di ricevere un'istruzione completa. All'età di 14 o 15 anni lavorava già come operaio di fabbrica per 500-600 riel al mese (meno di 25 centesimi di dollari statunitensi).
Nath cominciò a interessarsi alla pittura mentre studiava nella pagoda Wat Sopee. "Cominciai essere attratto dalla pittura da quando andavo alla pagoda e vedevo persone dipingere affreschi sulle pareti del muro di un tempio." Invece di inseguire la sua vocazione, divenne monaco dai 17 ai 21 anni. "Ogni famiglia ha un figlio... uno dei figli deve andarsene e diventare monaco — è considerata una cosa brutta per una famiglia cambogiana non avere un figlio monaco", disse Vann Nath.
Quando sua sorella morì, Vann Nath abbandonò il monastero al fine di lavorare per aiutare a mantenere la sua famiglia. Si iscrisse a una scuola privata di disegno nel 1965. "La scuola era lontanta da casa e non potevo permettermi una bicicletta. La mia vita a casa era difficile, solo mia madre lavorava per mantenere l'intera famiglia, lei invecchiava sempre più e io dovevo pagare la retta per la scuola di disegno." In seguito la scuola consentì a Vann Nath di lavorare lì in cambio della retta. Dopo due anni già guadagnava col suo lavoro di disegnatore.

## Il regime degli khmer rossi
Il giorno del suo arresto, il 7 gennaio 1978, Vann Nath stava lavorando in una risaia nella sua provincia natale di Battambang come molti altri abitanti di quella regione. I khmer rossi lo portarono a Wat Kandal, un tempio buddhista usato come centro di detenzione. Gli dissero che era stato accusato di aver violato il codice morale dell'organizzazione di Angkar ma Vann Nath non capì il significato di quelle parole.
Una settimana dopo fu trasferito e deportato nell'edificio di detenzione, tortura ed esecuzione di Phnom Penh, noto come S-21. In quel complesso, che precedentemente ospitava la scuola superiore "Chao ponhea yat", i detenuti venivano interrogati, torturati e uccisi quotidianamente. Dopo la caduta del regime dei khmer rossi e l'invasione dell'esercito vietnamita nel 1979, solo sette prigionieri sopravvissero, e Vann Nath fu uno di questi.

## Carriera
Vann Nath era un disegnatore e scrittore, e le sue memorie e dipinti della sua esperienza in S-21 rappresentano una potente e commovente testimonianza dei crimini degli khmer rossi.
Vann Nath ha richiesto strenuamente giustizia per le vittime dei crimini degli khmer rossi e questo è evidente anche dai suoi scritti. Le sue memorie del 1998 A Cambodian Prison Portrait: One Year in the Khmer Rouge's S-21 Prison, riguardanti la sua esperienza in S-21, erano all'epoca l'unica testimonianza scritta di un sopravvissuto del campo. Sono state tradotte dall'inglese in francese e svedese.
Vann Nath era diventato uno degli artisti più famosi in Cambogia. La sua vita fu risparmiata dal capo del campo, il comandante Duch, solo per le sue abilità artistiche, affinché dipingesse dipinti e scolpisse sculture di Pol Pot. Il suo ruolo fu determinante nel far rinascere le arti figurative in Cambogia dopo decenni di guerra e genocidio.
Durante gli anni 2001 e 2002, Vann Nath ha lavorato alacremente con il regista cinematografico cambogiano Rithy Panh alla preparazione di un documentario intitolato S-21: The Khmer Rouge Killing Machine. Vann Nath fu intervistato nel film, assieme ad altri ex-prigionieri e guardie di S-21. Nello stesso film documentario, Vann Nath affrontò e pose domande ai suoi precedenti torturatori. Come riconoscimento del loro lavoro, a Vann Nath e a Rithy Panh è stato conferito il titolo di Dottori honoris causa dall'Università di Parigi VIII il 24 maggio 2011.

## Malattia e morte
Nonostante la sua battaglia contro i suoi persistenti problemi di salute, tra cui una malattia cronica dei reni, Vann Nath continuò a dipingere e a scrivere sulla sua esperienza sotto il regime di Pol Pot. Ebbe un attacco di cuore ed entrò in coma. Si spense il 5 settembre 2011 all'ospedale Calmette di Phnom Penh all'età di 65 anni.